# Museo Casa Colonial de Pamplona
El Museo Casa Colonial de Pamplona  es un museo situado en el noreste de Colombia. Es uno de los museos más antiguos del departamento de Norte de Santander.

## Historia
El edificio es uno de los más antiguos de Pamplona y data de los primeros días de la colonización española. La estructura del edificio es de arquitectura colonial y fue construido en el siglo XVII. El edificio donde se encuentra el museo perteneció al director del Partido Liberal Colombiano en Santander, Paulo Emilio Villar, este edificio fue la residencia de sus hijas. La casa fue transformada en museo por Ordenanza Departamental N° 46 de 1960. El museo fue inaugurado en febrero de 1962, al acto de inauguración asistieron el presidente Aberto Lleras Camargo, así como autoridades eclesiásticas de Norte de Santander.

## Colecciones
El museo contiene colecciones de objetos históricos. El museo contiene cerámica precolombina y artefactos de grupos indígenas del Norte de Santander como los U'wa y Barí. El museo también cuenta con una momia y huesos así como objetos de la cultura Chitarero. El museo también contiene arte sacro de la época colonial. El museo contiene exhibiciones sobre la Independencia de Colombia, así como información sobre los primeros días del establecimiento de la república. El museo contiene fragmentos del avión Bolívar que se estrelló en Pamplona, así como máquinas de escribir, óleos, monedas y medallas. El museo también exhibe fotografías de la Guerra de los Mil Días.